# Turma da Mônica e a Estrelinha Mágica
Turma da Mônica e a Estrelinha Mágica é o sexto filme de longa-metragem da Turma da Mônica, lançado em 1988. Foi talvez um dos filmes de maior sucesso da franquia, reproduzido em DVD's, livros e outras marcas diversas vezes. O filme é um especial de Natal.
A Tec Toy fez um brinquedo da Estrelinha Mágica.

## Episódios
- Super-Heróis: Após Mônica salvar um menino de um valentão, ela, com o Cebolinha, decidem virar super-heróis.
- O Detetive: Cebolinha ganhou uma roupa de detetive, e decidiu fazer um escritório para desvendar o mistério do Sansão desaparecido.
- Um Dia de Cão: Cebolinha cansou de seus trabalhos domésticos, e uma fada madrinha o transforma num cão.
- A Estrelinha Mágica: A estrela do Natal caiu do céu e se esconde na casa da Mônica. Ela e o Cebolinha tentam ajudar a estrelinha a voltar para o céu.

## Curiosidades
O episódio "A Estrelinha Mágica" foi exibido com o título Estrelinha de Belém, em formato de curtametragem de 15 minutos pela TV Globo à noite de Natal de 1987, antes da Missa do Galo (exibida em formato de VT à meia-noite), celebrada na Basílica de São Pedro (Vaticano) pelo então Papa João Paulo II, o que viria a ser uma espécie de avant-première do VHS lançado no ano seguinte.
Segundo Maurício de Sousa, em entrevista ao caderno Ilustrada do jornal Folha de S. Paulo (24.dez.1987), o episódio seria o primeiro de uma série de 5 (cinco) a serem produzidos durante o ano de 1988, tal que cada episódio trataria de um tema diferente: Férias, Páscoa, Dia das Crianças e Natal.

O objetivo era, ademais, ampliar o mercado consumidor da franquia ao redor do mundo, uma vez que, segundo o cartunista, somente as tiras publicadas nos periódicos seriam insuficientes para fixar o desenho 'num mercado tão dominado pelos estúdios americanos' (uma potencial referência, mesmo que não explícita, a grandes conglomerados de animação, tais como a Disney, a Warner Bros. e o grupo Hanna-Barbera). Registre-se que à mesma reportagem, Maurício aponta outros personagens como carros-chefe da franquia no exterior, sendo um exemplo contundente de tal afirmação a República Popular da China e sua identificação com a personagem Chico Bento (menino do campo e ligado às tradições rurais), dado o fato de ser um povo essencialmente agrícola.
1. 1 2 3 4  «Globo exibe desenho da Turma da Mônica». Acervo - Folha de S. Paulo. 24 de dezembro de 1987 [1987]. Consultado em 3 de novembro de 2022